# Scipion Rousselot
Pour les articles homonymes, voir Rousselot.
Scipion Rousselot est un violoncelliste et compositeur français né le 20 juillet 1804 et mort vers 1880. 

## Biographie
Scipion Rousselot naît le 20 juillet 1804,, possiblement à Nîmes. 
Il étudie le violoncelle auprès de Baudiot au Conservatoire de Paris, où il obtient un 1er prix en 1823,, ainsi que l'harmonie et la composition avec Reicha,. 
Sa Première symphonie est jouée à la Société des Concerts du Conservatoire en 1834 et reçoit un bon accueil,. 
Comme interprète, Rousselot se produit régulièrement à Londres dans les années 1830 à la Philharmonic Society et dans divers concerts. À Paris, il est membre de l'orchestre de l'Opera-Buffa et est familier des séances de musique de chambre de Baillot et des frères Tilmant, qui jouent notamment ses quatuors à cordes,,. 
En 1845, il s'installe à Londres et devient le violoncelliste attitré de la Beethoven Quartet Society (en), qu'il préside entre 1846 et 1852,. En 1846, il fait éditer un nouveau jeu de parties séparées des quatuors à cordes de Beethoven chez Robert Cocks & Co. (en). 
À partir des années 1850, il est associé en affaires avec Jean-Baptiste Arban sur Conduit Street (en) comme fabricant d'instruments de musique militaire et éditeur de musique.  
Comme décrit par Hector Berlioz dans Les Soirées de l'orchestre, Scipion Rousselot est un « homme du monde, homme d'esprit, violoncelliste habile, compositeur savant et ingénieur, artiste dans la plus belle acception du mot ».  
Il meurt vers 1880.  
Il est le frère du corniste et compositeur Joseph-François Rousselot,.  

## Œuvres
Comme compositeur, Scipion Rousselot est principalement l'auteur d'œuvres de musique de chambre, dont un septuor écrit dans la veine beethovénienne, créé à Londres en 1847 et favorablement reçu, des trios avec piano, quatuors à cordes et quintettes à cordes, mais également de deux symphonies, au moins, dont une créée à la Société des Concerts du Conservatoire le 9 février 1834, et d'un opéra-comique,. Au sein de son catalogue, figurent notamment :
- Trios avec piano, op. 7 ;
- Quatuors à cordes nos 1-3, op. 10 (Paris, vers 1828) ;
- Quatuor à cordes no 4, op. 25 (Paris, vers 1844) ;
- Quintette à cordes no 1, en la majeur, op. 14 (Paris, vers 1830) ;
- Quintette à cordes no 2, en mi  majeur, op. 16 (Paris, vers 1830) ;
- Quintette à cordes no 3, en ré majeur, op. 21 (Paris, vers 1830) ;
- Quintette à cordes no 4, en fa majeur, op. 23 (Leipzig, vers 1832) ;
- Quintette à cordes no 5, op. 26 (Paris, vers 1834) ;
- Septuor, en mi  majeur, pour piano, violon, violoncelle, contrebasse, hautbois, cor et basson, op. 28 (Paris, vers 1845) ;
- des pièces pour violoncelle et piano et pour violon et piano.